# Hochschule für angewandte Wissenschaften in Konin

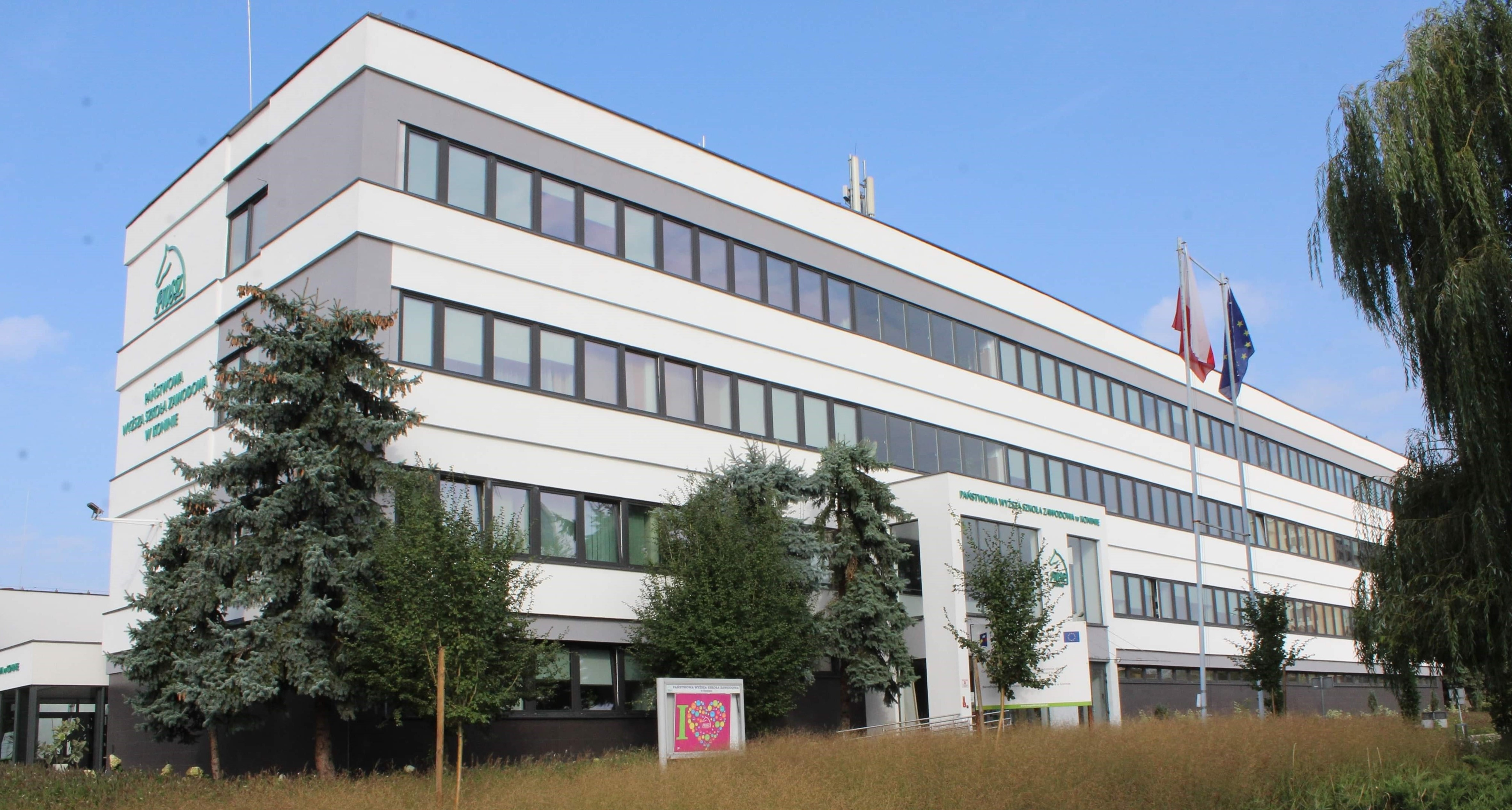
Hauptsitz der Hochschule

Die Hochschule für angewandte Wissenschaften in Konin (Akademia Nauk Stosowanych w Koninie ANS, bis zum 1. März 2022: Staatliche Hochschule für Berufsausbildung in Konin) ist eine staatliche Hochschule für Berufsausbildung, die 1998 in Konin gegründet wurde.

## Geschichte
Die Staatliche Hochschule für Berufsausbildung in Konin wurde am 1. Juli 1998 auf der Grundlage der Verordnung des Ministerrates vom 16. Juni 1998 gegründet. Am 1. März 2022 änderte die Hochschule ihren Namen in Hochschule für angewandte Wissenschaften in Konin.

## Beschreibung
Die Absolventen erhalten einen Bachelor-Abschluss, während die Absolventen technischer Studiengänge einen Ingenieur-Abschluss erhalten. Die erworbenen Qualifikationen und das Diplom der Hochschule berechtigen zur Anerkennung als Absolvent einer Hochschule ersten Grades und bilden die Grundlage für den Zugang zu Masterstudiengängen. Das Präsenzstudium an der ANS ist kostenlos. Bislang haben über 17.000 Absolventen der Bachelor-, Ingenieur-, Master- und Aufbaustudiengänge die PWSZ in Konin verlassen.
Die ANS besteht aus vier Gebäuden. Darüber hinaus bietet die Hochschule Zugang zu zwei Studentenwohnheimen, einem Fitnessstudio und der Bibliothek, die nach Marian Walczak (1925–2020), einem polnischen Erziehungswissenschaftler, benannt ist.  Die Hochschule  nimmt am Erasmus+-Projekt teil.

## Fakultäten und Studienrichtungen
Die ANS bietet die Möglichkeit, in mehreren Bachelor- und Masterstudiengängen (Bachelor-, Ingenieur- und Masterstudiengänge) zu studieren, die in drei Fakultäten angeboten werden.
Fakultät für Geistes- und Sozialwissenschaften
- Innere Sicherheit
- Philologie
- Fremdsprachen in Medien und Wirtschaft
- Pädagogik
- Resozialisierung
- Philologie (Masterstudium)
- Fremdsprachen in Medien und Wirtschaft (Masterstudium)

Fakultät für Wirtschafts- und Ingenieurwissenschaften
- Automatisierung und Robotik
- Finanzen und Buchhaltung
- Informatik
- Logistik
- Maschinenbau
- Öffentliche Verwaltung und Wirtschaft (Masterstudium)
- Management und Produktionsingenieurwesen (Masterstudium)

Fakultät für Gesundheitswissenschaften
- Diätetik
- Kosmetologie
- Pflege
- Sporterziehung
- Öffentliches Gesundheitswesen (Masterstudium)